# Procnias albus
Il campanaro bianco (Procnias albus Hermann, 1783) è un uccello passeriforme della famiglia Cotingidae, endemico del Centro e Sud America. È l'uccello più rumoroso del mondo, con vocalizzi fino a 125,4 decibel. L'epiteto specifico è spesso scritto alba, ma albus è corretto per via del genere maschile di "Procnias". Si trova nelle foreste della Guiana, con piccoli numeri in Venezuela e nello stato brasiliano del Pará, così come a Trinidad e Tobago e a Panama. Come in altri due membri di Procnias, i maschi hanno bargigli.

## Descrizione

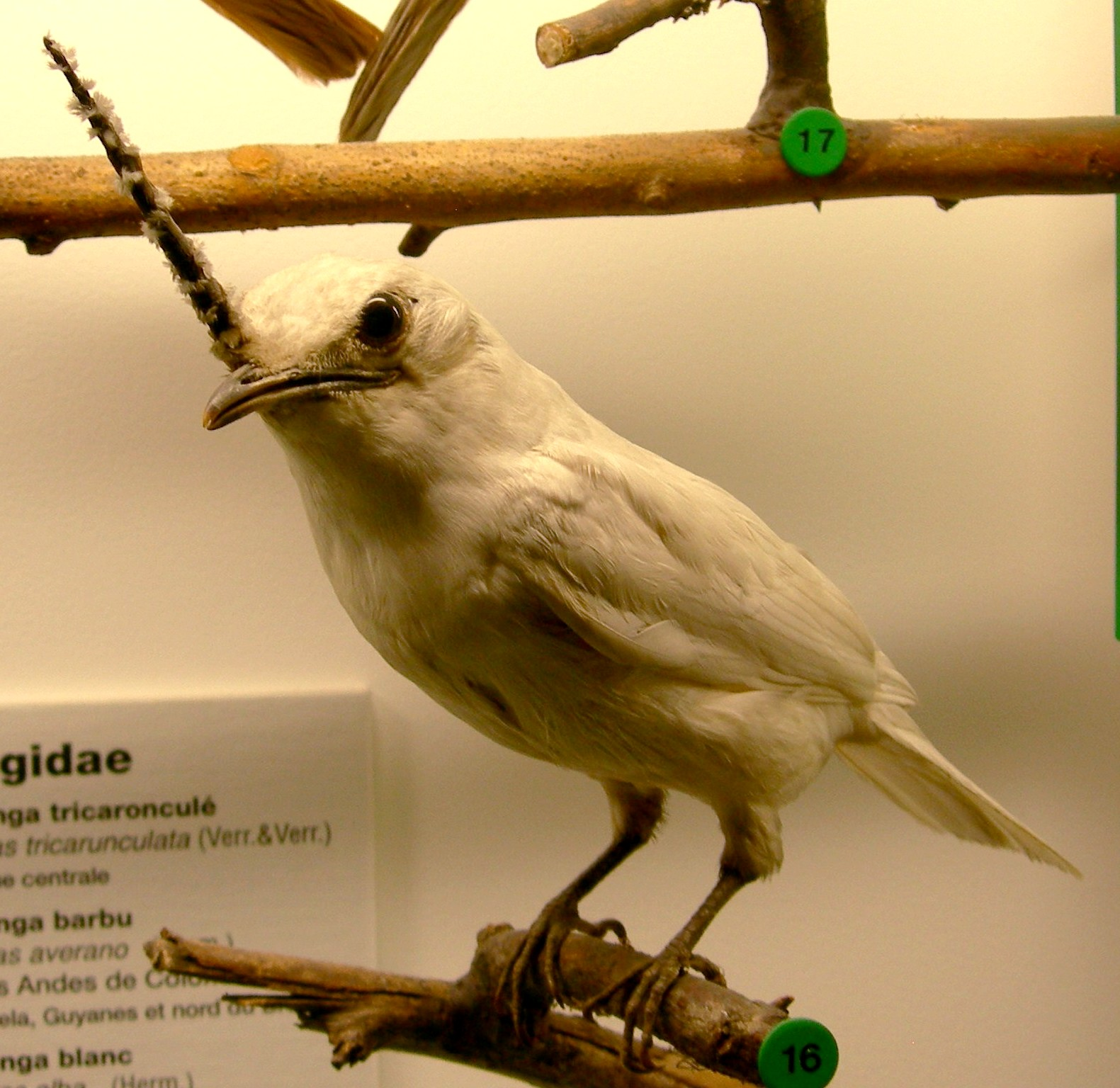
Un maschio impagliato, con il bargiglio posizionato in modo errato, sollevato anziché penzolante

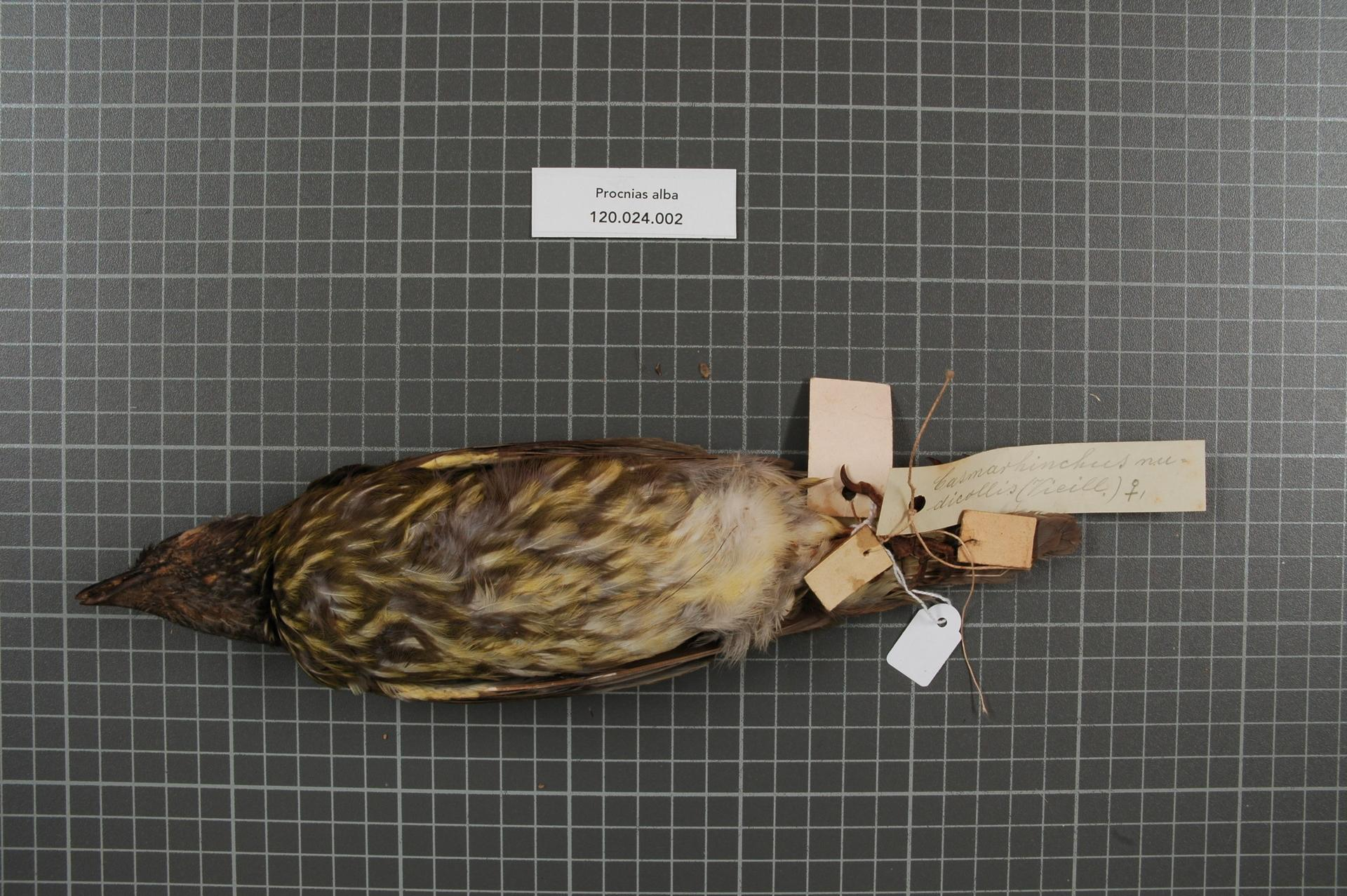
Un esemplare femmina

Il campanaro bianco cresce fino a una lunghezza di circa 28 cm. Il maschio è di un bianco puro con un becco nero che ha un carnoso bargiglio nero, scarsamente piumato con piume bianche, che pende dalla sua parte superiore e scende lungo il lato, solitamente il lato destro; la femmina è di un colore verde oliva in tutto il corpo, con striature oliva sulle parti inferiori giallastre e assomiglia ad altri campanari. È improbabile che il maschio venga scambiato per qualcos'altro, ma la femmina assomiglia al campanaro barbuto; quell'uccello ha una corona olivastra scura e striature nere sulla gola.
Secondo uno studio pubblicato nel 2019, il campanaro bianco produce il richiamo più forte mai registrato in un uccello, raggiungendo 125 dB(A) (a una distanza equivalente di 1 m). Il record era precedentemente detenuto dal piha urlatrice, che era stato registrato a 116 dB.

## Distribuzione e habitat
L'areale del campanaro bianco comprende parti del Brasile, della Guyana francese, della Guyana, del Suriname, di Trinidad e Tobago e del Venezuela. Si trova nelle foreste umide tropicali o subtropicali. Si trova nelle foreste della Guiana, con piccoli numeri in Venezuela e nello stato brasiliano del Pará, così come a Trinidad e Tobago e a Panama.

## Conservazione
Sebbene il campanaro bianco sia un uccello poco comune, si stima che la sua popolazione totale sia numerosa. La popolazione potrebbe essere in leggero declino a causa della deforestazione, ma non a un ritmo abbastanza rapido da essere considerata minacciata, quindi l'IUCN ha classificato il suo stato di conservazione come di "rischio minimo".